# Enn Kippel
Enn Kippel (bis 1935 Eduard-Ferdinand Kippel, * 3. Februarjul. / 16. Februar 1901greg. in Tallinn; † 15. Februar 1942 in Leningrad) war ein estnischer Schriftsteller.

## Leben
Enn Kippel wurde als Sohn eines Fabrikarbeiters in Tallinn geboren und lebte ab 1913 in Sankt Petersburg, wo er eine Konditorlehre absolvierte. Nach dem Ersten Weltkrieg kam er 1919 nach Narva, wo er zunächst jedoch inhaftiert wurde, weil man ihn der Zugehörigkeit zur Roten Armee verdächtigte. 1920 ging er nach Tallinn, 1921 trat er in die Estnischen Streitkräfte ein, wo er auch nach Ableistung seiner Wehrpflicht als Unteroffizier auf diversen Verwaltungsposten bis 1940 tätig blieb. Parallel dazu lernte er auf dem Tartuer Abendgymnasium (1930–1935) und kurzzeitig an der theologischen Fakultät der Universität Tartu (1935–1936). Seit 1936 war er Mitglied des Estnischen Schriftstellerverbands.
Nach der Sowjetisierung Estlands 1940 unterstützte er aktiv das neue Regime und war ab April 1941 Mitglied der KPdSU. Nach dem deutschen Überfall auf die Sowjetunion wurde er nach Leningrad evakuiert, wo er sich während der Blockade als einer der wenigen in der belagerten Stadt verbliebenen Esten um die Edition der Zeitung Rahva Hääl kümmerte. Er starb jedoch schon ein Jahr später an Unterernährung.

## Werk
Kippel debütierte 1935 mit einem satirisch angelegten Roman über die kleinen Leute in einem Vorstadtmilieu. Das Werk erregte Aufregen vor allem durch ein zeitweiliges Verbot wegen vermeintlicher Unsittlichkeiten, das aber durch einen späteren Gerichtsentscheid aufgehoben wurde. Danach konzentrierte er sich jedoch auf historische Romane, mit denen er relativ große Popularität erreichte. Er behandelte dabei stets die großen militärischen Auseinandersetzungen der Vergangenheit, in denen die Esten Spielball der Mächte waren und nur begrenzt selbst ihr Schicksal in die Hand nehmen konnten: Der Aufstand in der Georgsnacht, den Livländischen Krieg oder den Nordischen Krieg. Dabei liegt der Schwerpunkt immer auf den Kriegshandlungen, die detailliert wiedergegeben werden. Als eines seiner Markenzeichen werden „naturalistischen Beschreibungen von Greueltaten und Folterungen“ genannt, überhaupt waren ihm „militärische Details offenbar eine Herzensangelegenheit“. Dabei scheute er auch vor gröberen Klischees nicht zurück, er idealisierte die Schweden, während seine Russen „grausam, aber scheu, ununterbrochen betrunken und immer bereit zu lügen und zu stehlen“ waren.
Außerdem verfasste er – ebenfalls in der Vergangenheit angesiedelte – Literatur für Jugendliche und übersetzte aus dem Russischen. Trotz seiner vermeintlichen Nähe zur sowjetischen Ideologie wurden seine historischen Romane wegen der „falschen“ Behandlung der Russen in der Sowjetzeit nicht gedruckt. Erst nach Wiedererlangung der Unabhängigkeit sind sie wieder populär und wurden neu aufgelegt.

## Trivia
Dem Literaturwissenschaftler Endel Nirk zufolge, dem dies von Kippels Leningrader Redaktionskollegen Anton Vaarandi erzählt worden ist, habe Kippel seine an sich ausreichende Lebensmittelration regelmäßig gegen Wertsachen eingetauscht, die die ausgehungerte Bevölkerung in Leningrad für ein Stück Brot einzutauschen bereit war. An dieser Habgier sei er letztlich zugrunde gegangen, weil er mit dem Sammeln von Wertgegenständen nicht aufhören konnte.

## Bibliografie
- Ahnitsejad I-II. (‚Die Raffgierigen I-II‘). Tartu: Noor-Eesti 1935. 196 + 159 S.
- Suure nutu ajal. Romaan vene-liivi sõjast I-II (‚Zur Zeit der großen Wehklage. Ein Roman über den russisch-livländischen Krieg‘). Tartu: Noor-Eesti Kirjastus 1936. 306 + 321 S.
- Kui raudpea tuli I-II. Romaan Põhjasõjast. (‚Als der Eisenkopf kam I-II. Ein Roman über den Nordischen Krieg‘). Tartu: Noor-Eesti 1937. 328 + 348 S.
- Issanda koerad. Romaan liivlaste kristianiseerimisest I-II (‚Die Hunde des Herrn I-II. Ein Roman über die Christianisierung der Livländer‘). Tartu: Eesti kirjastuse kooperatiiv 1938. 352 + 338 S.
- Kuldvasikas. (‚Das goldene Kalb‘). Tartu: Noor-Eesti 1939. 250 S.
- Jüriöö. Romaan eestlaste vabadusvõitlusest XIV sajandil. (‚St. Georgsnacht. Ein Roman vom Freiheitskampf der Esten im 14. Jahrhundert‘). Tartu: Eesti kirjastuse kooperatiiv 1939. 413 S.
- Meelis. Ajalooline noorsoojutt. (‚Meelis. Eine historische Jugenderzählung‘). Tallinn: Pedagoogiline kirjandus 1941. 149 S.